# Real Madrid
Real Madrid [real mað'rið], egentligen Real Madrid CF (Real Madrid Club de Fútbol), är en professionell fotbollsklubb i Madrid i Spanien, grundad 1902, som sedan 1929 spelar i den spanska högstadivisionen La Liga. Klubben har blivit känd för sitt helvita matchställ och kallas i spansk media ofta för Los Blancos ("de vita") eller Los Merengues ("marängerna"). Real Madrids B-lag, Real Madrid Castilla, spelar i Segunda División B. C-laget, tidigare känt som Real Madrid Aficionados, spelar i Segunda Federación. Förutom fotboll har klubben även en basketsektion, Real Madrid Baloncesto, grundad 1932, som också varit mycket framgångsrik.
Real Madrid är en klassisk storklubb som hade sin mest framgångsrika period under 1950-talet, då klubben vann Europacupen fem år i rad, 1956–1960. Ett stort antal stjärnor spelade då i laget, bland annat Alfredo Di Stéfano och Ferenc Puskás. I laget ingick även den svenska landslagsspelaren Agne Simonsson, som hittills är den enda svensk som spelat för Real Madrid. Sedan 1947 spelar klubben sina hemmamatcher på den femstjärniga Santiago Bernabéu med kapacitet för över 80 000 åskådare. Tidigare spelade klubben på Estadio Chamartín.
Real Madrid har tidvis haft stor dominans i La Liga, men har också en stark rivalitet till Barcelona, vilket grundar sig på historien – Real Madrid är huvudstadsklubben och symbolen för den spanska centralmakten, medan Barcelona varit motsatsen med sin starka katalanska identitet. Även grannklubben Atlético Madrid anses vara en stor rival och mötet mellan Madridklubbarna varje år kallas El Derbi madrileño.
Den senaste storhetsperioden inleddes 1998, då Real Madrid för första gången sedan 1966 vann Europacupen/Champions League, vilket också återupprepades 2000, 2002, 2014, 2016, 2017, 2018, 2022 samt 2024. År 2017 blev Real Madrid den första och enda klubben att vinna Champions League två år i rad och rekordet förlängdes till 3 år 2018.Efter millennieskiftet har internationella storstjärnor som David Beckham, Zinedine Zidane, Luís Figo, Ronaldo, Roberto Carlos, Raúl, Michael Owen, Robinho, Arjen Robben, Wesley Sneijder, Ruud Van Nistelrooy, Mesut Özil, Kaká, Xabi Alonso,  Ángel Di María, Cristiano Ronaldo, Karim Benzema, Gareth Bale, Luka Modric, Toni Kroos, Sergio Ramos, Marcelo, Vinicius Junior, Thibaut Courtois, Rodrygo, Jude Bellingham och Kylian Mbappé spelat för klubben.
Sedan 2005 har Real Madrid oftast toppat listan över världens rikaste fotbollsklubbar sett till årlig omsättning (vilken 2014 uppgick till motsvarande 5,2 miljarder kronor).

## Organisation och supporterstöd
Likt ärkerivalen Barcelona och flera andra klubbar i spanska ligan är Real Madrid medlemsägd och till skillnad från flertalet klubbar i den engelska ligan Premier League finns därmed ingen enskild ägare. Klubbpresidenten utses av medlemmarna i val där alla myndiga medlemmar är röstberättigade. I valen förutses flera kandidater delta. I samband med valkampanjerna lockar ofta kandidaterna med valfläsk i form av löften att värva en eller flera nya superstjärnor. Mandatperioden för presidenten är fyra år, men presidenten kan dock bli omvald igen av medlemmarna efter att de fyra åren har gått.
Antalet klubbmedlemmar (socios) var år 2008 cirka 85 000. Förutom medlemmarna i klubben fanns också 1 844 officiella supporterklubbar (penas) med över 200 000 medlemmar spridda över hela världen. Vid sidan av klubbmedlemmar och penamedlemmar beräknades antalet fans/supportrar uppgå till 228 miljoner personer, och Real Madrid anses därmed vara en av de allra populäraste fotbollsklubbarna i världen.
1999 lanserade klubben en egen TV-kanal, Real Madrid TV (RMTV), som sänder dygnet runt med förutom A-laget rapporter om B-laget och C-laget samt ungdomslagen (Juvenil). Kanalen sänder både på spanska och engelska.

## Historia

### Klubben under sina första tre decennier

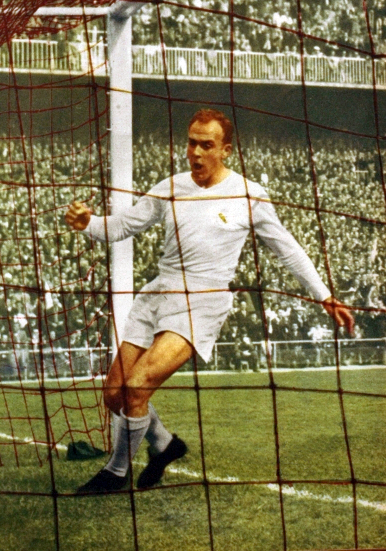
Alfredo Di Stéfano

Real Madrid grundades när fotbollen introducerades i Madrid av professorer och studenter tillhörande Institución Libre de Enseñanza, inkluderande flera akademiker från Oxfords universitet och Universitetet i Cambridge. Dessa bildade Football Club Sky 1897 och ur Sky bildades två nya klubbar 1900, New Foot-Ball de Madrid och Club Español de Madrid. Ur den senare grundades Madrid FC den 6 mars 1902. Tre år efter bildandet vann Madrid FC sin första titel efter att ha besegrat Athletic Bilbao i den spanska cupfinalen. 1905 till 1908 vann Madrid fyra cuptitlar i rad. Klubben var med och bildade det spanska fotbollsförbundet, Real Federación Española de Fútbol, den 4 januari 1909.
Tillägget Real i klubbnamnet (vilket betyder "kungliga") beviljades av den fotbollsintresserade kungen Alonso XIII 1920. Proffsligan (Primera División) infördes 1929 och Real har aldrig degraderats från ligan, den första ligatiteln vann klubben 1932.

### Real Madrid under Franco
Generalen Francisco Francos försök till statskupp och militära uppror mot den demokratiskt valda vänsterkoalitionen år 1936 blev början till det spanska inbördeskriget som varade fram till 1939 och som slutade med att Franco blev diktator i Spanien. Real Madrid hade sedan lång tid tillbaka haft nära kontakter med både Spaniens politiska etablissemang och monarkin, vilket fortsatte under Francodiktaturen. Francos idé om en homogen stat som skulle styras ifrån landets huvudstad och hans hårda politik mot andra regioner som Katalonien ledde till misstankar om att diktatorn favoriserade Real Madrid. Misstankar som närdes av incidenter som t.ex. inför cupmatchen mot Barcelona 1943 när flera Barcaspelare efteråt berättade att de inför matchen hade blivit hotade av både militären och medlemmar i det styrande fascistpartiet - Real vann matchen med 11-1, hittills (2024) den största vinsten i El Clásicos historia. Överlag var Madrid dock inte särskilt framgångsrika under Francoregimens inledande period.
Real Madrids mest framgångsrika period började 1943 när f.d. Realspelaren Santiago Bernabéu blev ordförande. En av hans första åtgärder var att sätta igång bygget av hemmaarenan Santiago Bernabéu med en kapacitet på 125 000 åskådare. Den invigdes 1947. Enligt Ryan Kelly från goal.com menade vissa att Francoregimen spelade en viktig roll i att Real Madrid blev en framgångsrik klubb. "De kungliga" var väldigt populära hos beslutsfattarna, utrikesministern Fernando Maria Castiella uttryckte det med orden: "[Real Madrid] är den bästa ambassad vi någonsin har haft". Klubbens framgångar erkändes officiellt av Franco som öppet stöttade "de kungliga". Alfredo Di Stéfano, klubbens mest berömda spelare genom tiderna, värvades 1953 efter en komplicerad dragkamp med ärkerivalen Barcelona, vilket blev inledningen på klubbens storhetstid. Enligt rykten hade Francoregimen medverkat i att Di Stéfano hade valt Real istället för Barcelona.
I sin första match för Real (mot Barcelona) gjorde Di Stefano fyra mål. Tillsammans med argentinaren Héctor Rial, vänsteryttern Francisco Gento, och försvararna Marcos Marquitos samt Juan Zarraga hade Real Madrid ett lag som var svårt att slå. Som spanska mästare 1955 fick laget delta i den nyformerade Europacupen 1955/56 som de vann genom ett 4-3 i finalen mot Stade de Reims. Med Raymond Kopa (som hade hämtats från Reims efter Europacuptiteln 1956) kunde Real vinna titeln ånyo 1957 genom ett 2-0 mot Fiorentina i finalmatchen. Med defensivspelaren José Santamaria försökte Madrid att stabilisera försvaret och återigen vann klubben titeln 1958, denna gång slogs Milan med 2-1. Sommaren 1958 anslöt den ungerska anfallaren Ferenc Puskás som gjorde viktiga mål på vägen till finalen, men på grund av en skada kunde han bara se på när hans lagkamrater segrade i finalen 1959, återigen mot Reims. Inför säsongen 1959/60 gick Kopa tillbaka till Reims och ersattes av den brasilianska yttern Canario, Luis Del Sol ersatte Rial. De kungliga tog sig enkelt vidare i turneringen och mötte så småningom Barcelona i semifinalen. Här besegrades katalanerna med 3-1 och 3-1 efter två mål av Di Stefano och två mål av Puskás. I finalen mötte de det västtyska laget Eintracht Frankfurt som hade besegrat Glasgow Rangers i seminalen med 12-4. I finalen, som av många anses vara historiens bästa fotbollsmatch, bevittnade 130 000 åskådare på Hampden Park i Glasgow hur Frankfurt besegrades genom tre mål av Di Stefano och fyra mål av Puskás, slutresultat: 7-3. Madrid hade vunnit sin femte titel i rad.

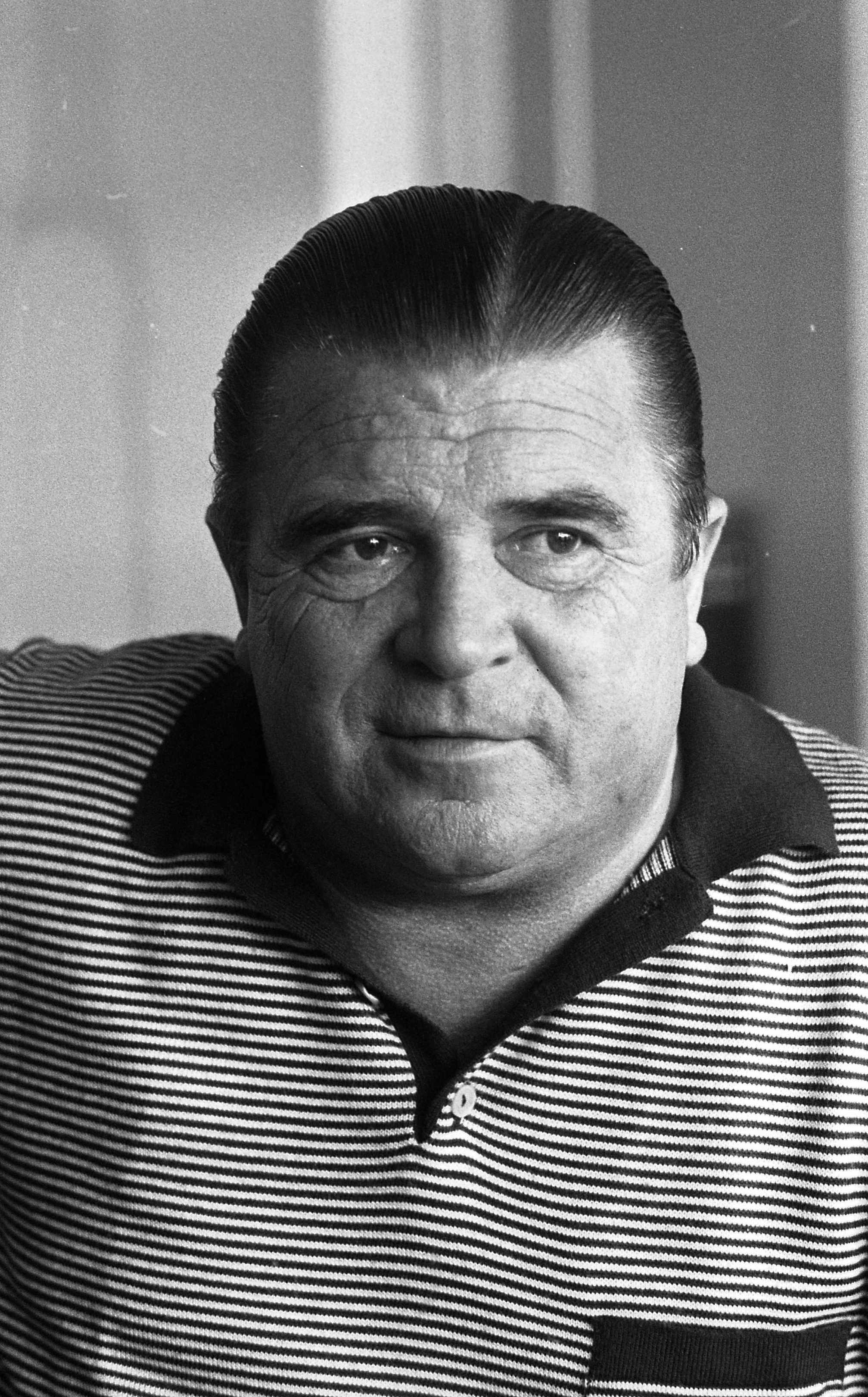
Ferenc Puskás (1982)

När klubben 1966 vann Europacupen en sjätte gång bestod startelvan enbart av spanskfödda spelare i finalmötet mot Partizan Belgrad som vanns med 2–1. Denna trupp blev känd som "Ye-yé-laget", som också kom tvåa i Europacupen både 1962 och 1964. På nationell nivå vann Real fram till slutet av 60-talet fyra ligatitlar och en cuptitel.

### Real Madrid på 1970- och 80-talet
Real Madrids dominans i Spanien fortsatte också under 1970- och 1980-talen, men inte i Europacupspelet; först 1981 nådde klubben återigen final i Europacupen, men föll där mot Liverpool. I början av 1980-talet kom en ny uppsättning av inhemska stjärnspelare till klubben. Den spanska sportjournalisten Julio César Iglesias gav denna generation namnet La Quinta del Buitre, vilket härrörde från smeknamnet på en av kvintettens medlemmar, Emilio Butragueño. De övriga fyra medlemmarna var Manuel Sanchís, Rafael Martín Vázquez, Míchel och Miguel Pardeza. Med La Quinta del Buitre (som blev en kvartett när Pardeza lämnade klubben för Real Zaragoza 1986) och spelare som Óscar Ruggeri, Bernd Schuster och Hugo Sánchez kunde klubben vinna spanska ligan fem år i rad 1986–1990 samt Uefacupen 1985 och 1986.

### 1990–talet och 2000-talets första decennium
Under 1990-talets första halva följde en nedgång för Real Madrid med tidvis stor dominans från Barcelona. 1996 utsågs Fabio Capello till ny tränare av Lorenzo Sanz, som var Capellos enda säsong i klubben men blev trots detta ligamästare. Med spelare som Roberto Carlos, Predrag Mijatović, Davor Šuker, Clarence Seedorf, Raúl och Fernando Hierro i truppen lyckades Real Madrid sedan 1998 (under tränaren Jupp Heynckes) vinna nyomgjorda Champions League för första gången på 32 år – genom att besegra Juventus med 1–0 i finalen på Amsterdam Arena. Två år senare upprepade klubben detta, efter vinst med 3–0 mot Valencia på Stade de France i Paris.

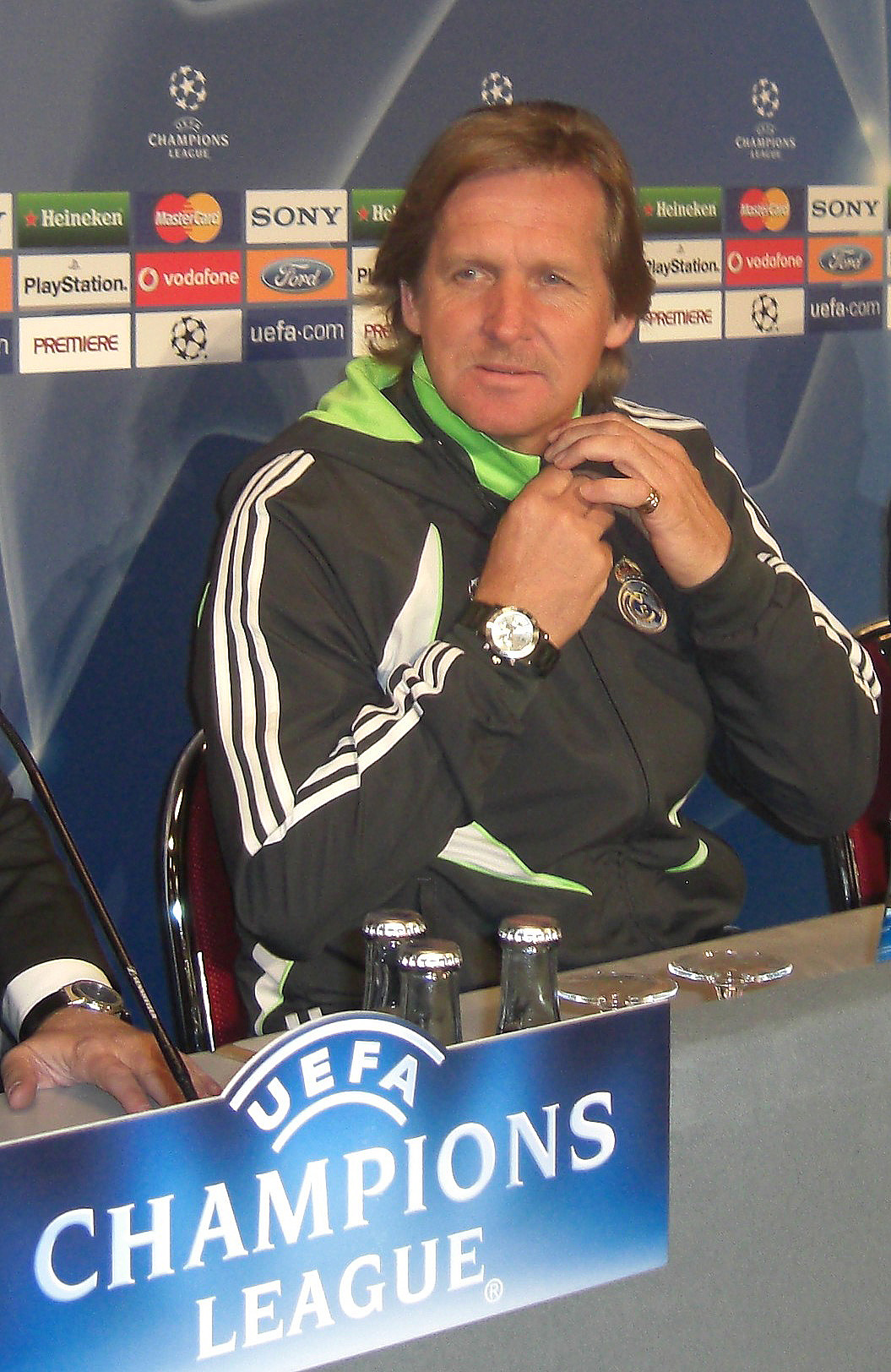
Bernd Schuster, Real Madrids tidigare tränare, spelade själv i klubben 1988–1990.

Sommaren 2000 tillträdde den nya presidenten Florentino Pérez, som var fast besluten att göra Real Madrid till världens största och rikaste fotbollsklubb. Under åren som följde värvade han bland andra Flávio Conceição, Claude Makélélé och Santiago Solari samt Los Galácticos – storstjärnorna Luís Figo, Zinedine Zidane (då en rekordtransfer), Ronaldo (världens då bästa fotbollsspelare) och David Beckham. Samtidigt skulle egna talanger lotsas fram. Principen döptes till Zidanes y Pavones – en mix av inköpta storstjärnor och egenproducerade spelare, exempelvis Álvaro Mejía och Antonio Núñez. Klubben vann ligan 2001 och 2003, och 2002 tog klubben sin nionde Champions League-titel. I finalen besegrades Bayer Leverkusen med 2–1 på Hampden Park i Glasgow.

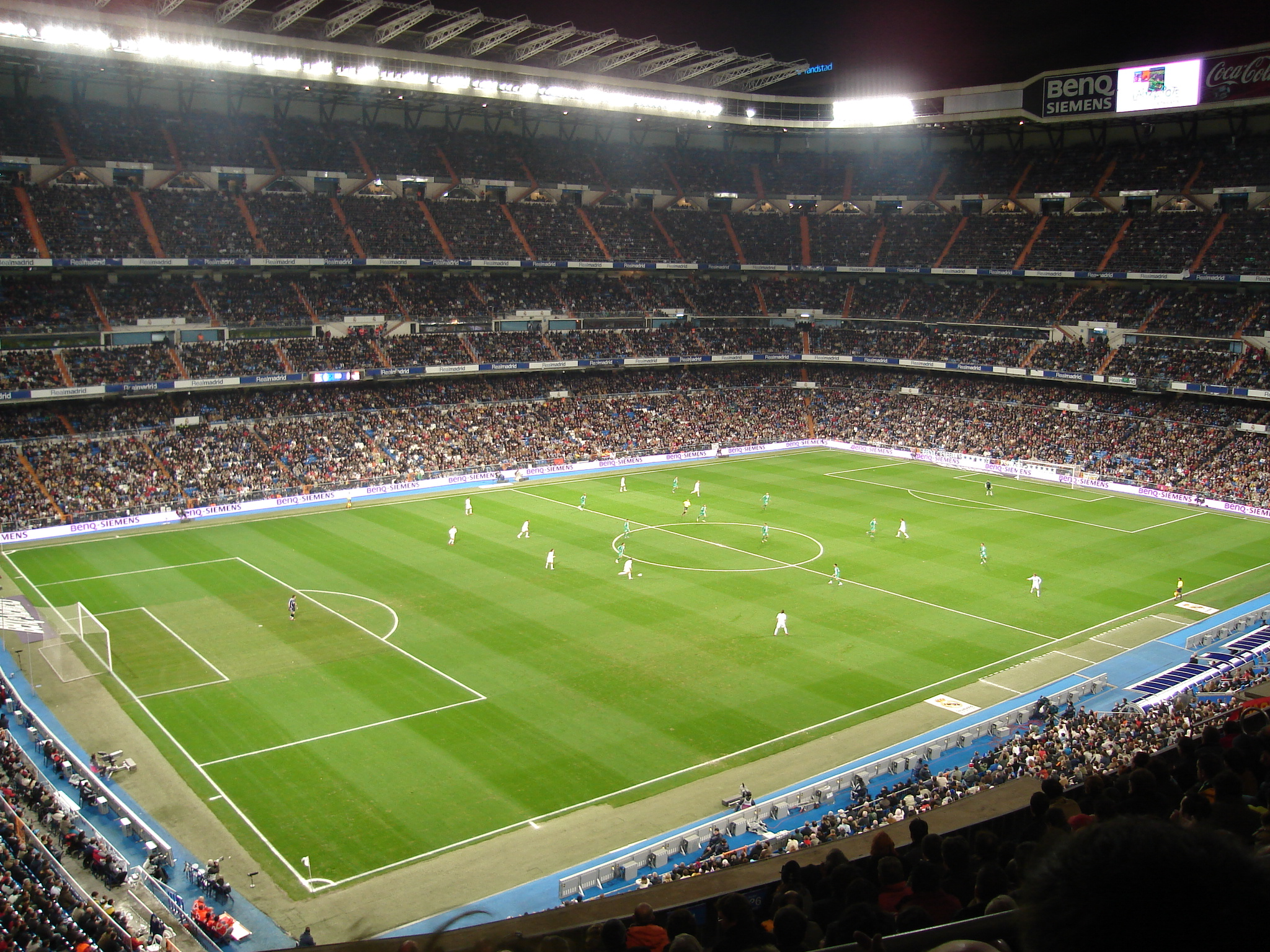
Real Madrid spelar match på Santiago Bernabéu 2007.

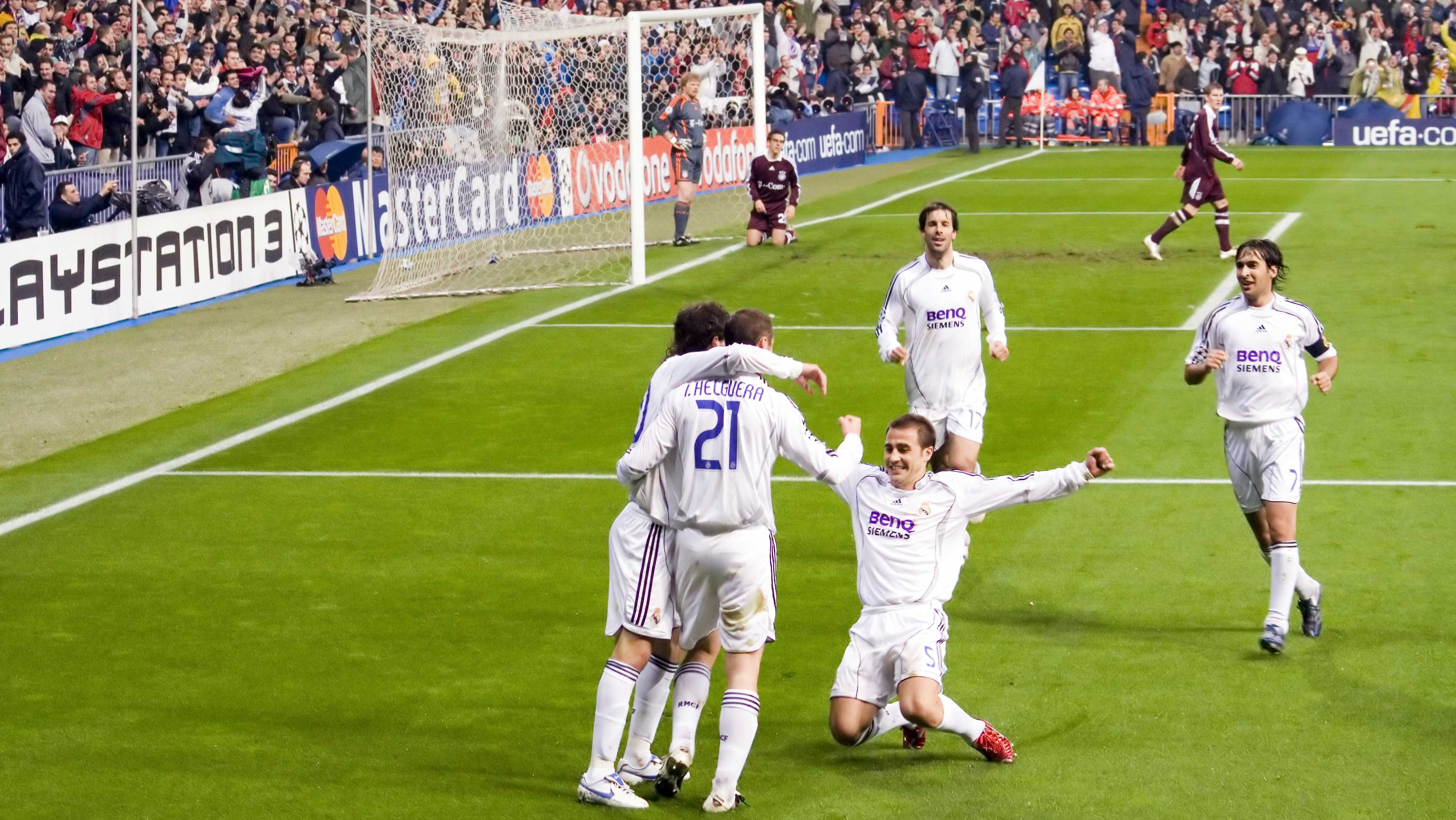
Glädje bland spelarna i Real Madrid efter ett mål.

Florentino Pérez, som började få allt mer kritik för att han tänkte mer på ekonomin än på sportslig framgång, tvingades avgå vintern 2006. Under sommaren valdes Ramón Calderón till ny president, vilkens första åtgärder var att återanställa Fabio Capello som tränare. Som följd vann klubben 2007 sin 30:e ligatitel, och däribland också sin första El Clásico mot Barcelona på flera år. Inför denna säsong var Real Madrid segertippade efter att ha värvat Fabio Cannavaro, Emerson, Ruud van Nistelrooy, Mahamadou Diarra, José Antonio Reyes (en bytesaffär där Júlio Baptista gick till Arsenal), Marcelo, Gonzalo Higuaín samt Fernando Gago. Efter säsongen flyttade David Beckham till amerikanska Los Angeles Galaxy, och Roberto Carlos till turkiska Fenerbahçe. Trots denna ligavinst valde styrelsen att entlediga Capello från jobbet som tränare, ett beslut som fick stark kritik från såväl många fans som expertis i Spanien. Efter mycket spekulationer anställdes i början av juli 2007 tysken Bernd Schuster, tidigare spelare för klubben, som tränare.

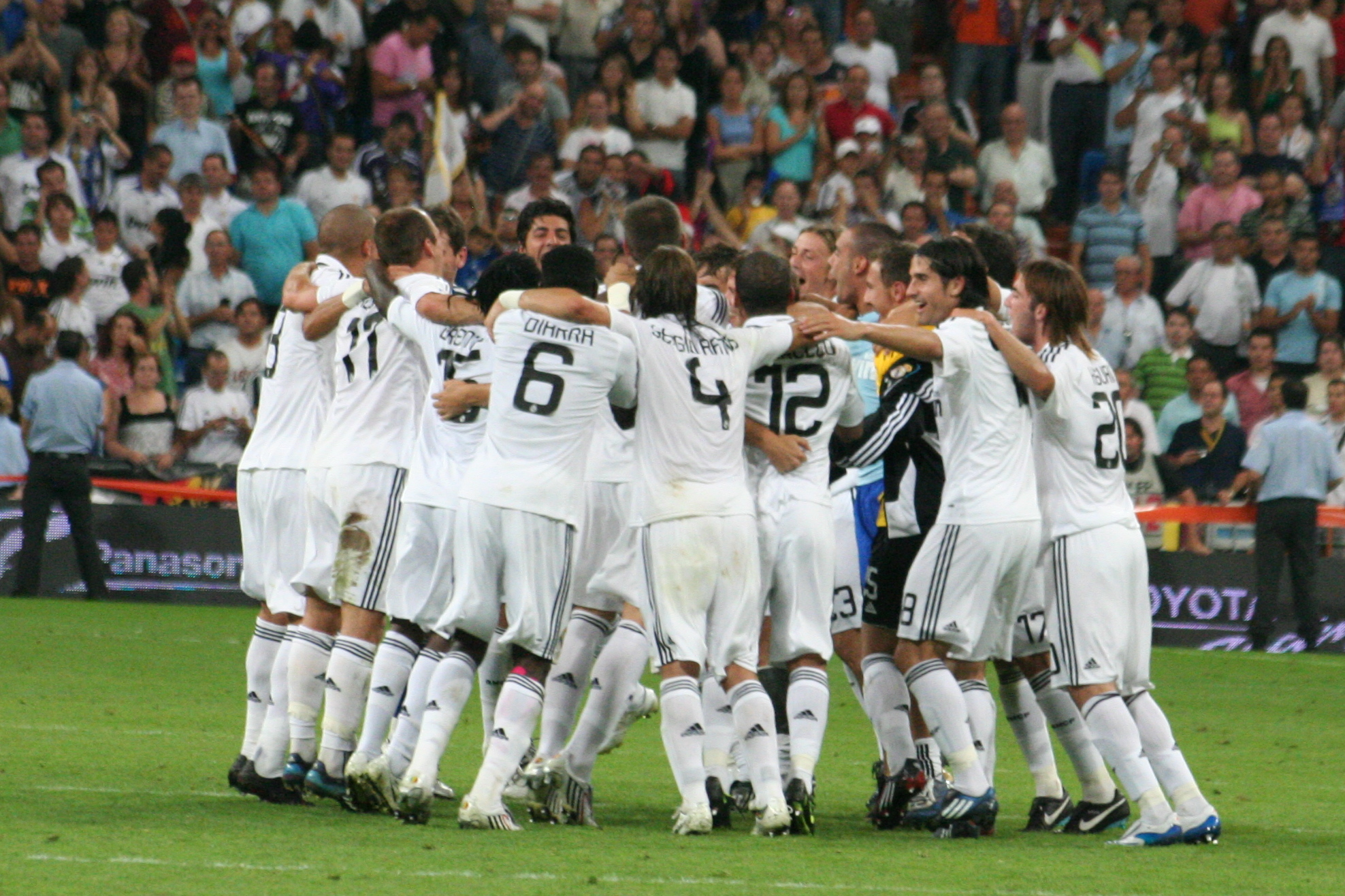
Real Madrid-spelare firar efter segern mot Valencia i finalen av Supercopa de España (spanska supercupen).

Real Madrid spenderade motsvarande över en miljard kronor på spelarköp inför säsongen 2007/08; Christoph Metzelder, Pepe, Gabriel Heinze, Jerzy Dudek, Arjen Robben, Wesley Sneijder, Royston Drenthe och Javier Saviola. Real Madrid vann La Liga återigen, och däribland båda mötena i El Clásico Efter att ha vunnit sin grupp i Champions League-gruppspelet förlorade man mot Roma i åttondelsfinalen. Den 9 december fick dock Schuster sparken, och den före detta Tottenham-tränaren Juande Ramos ersatte honom tillfälligt.

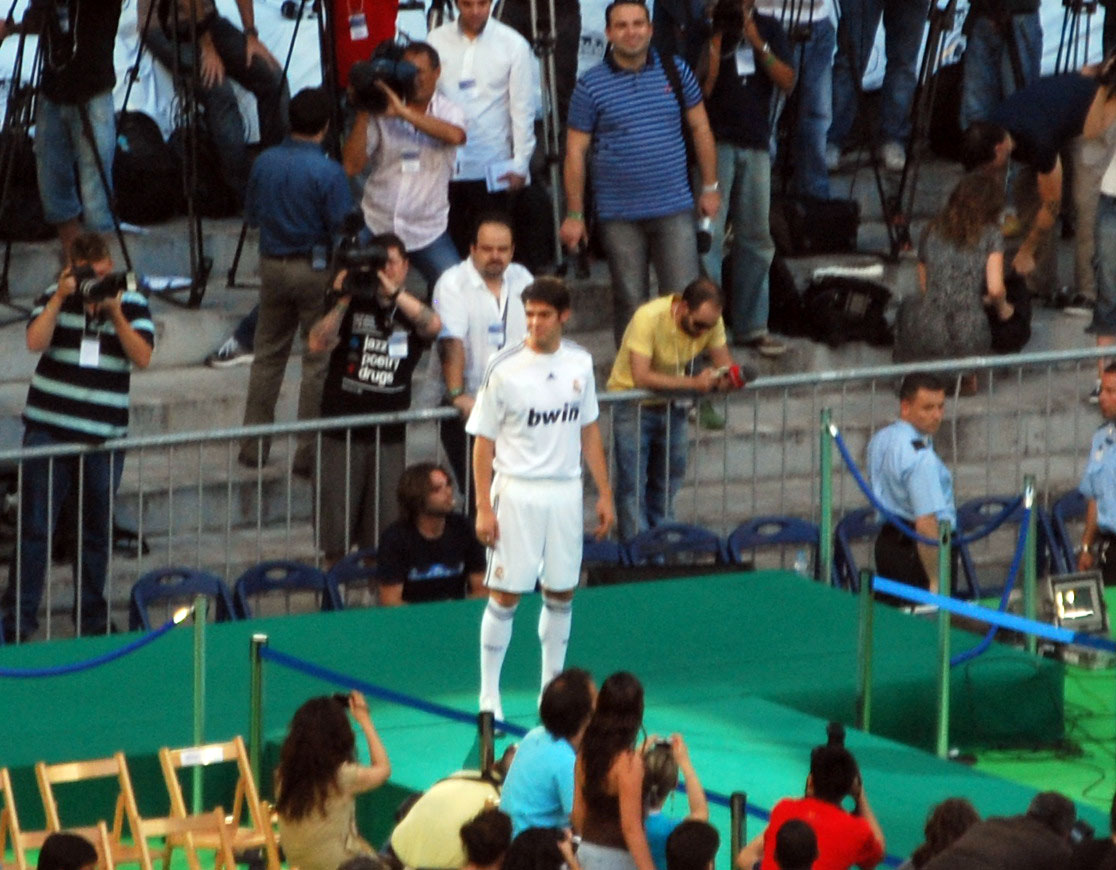
Kaká presenteras på Santiago Bernabéu.

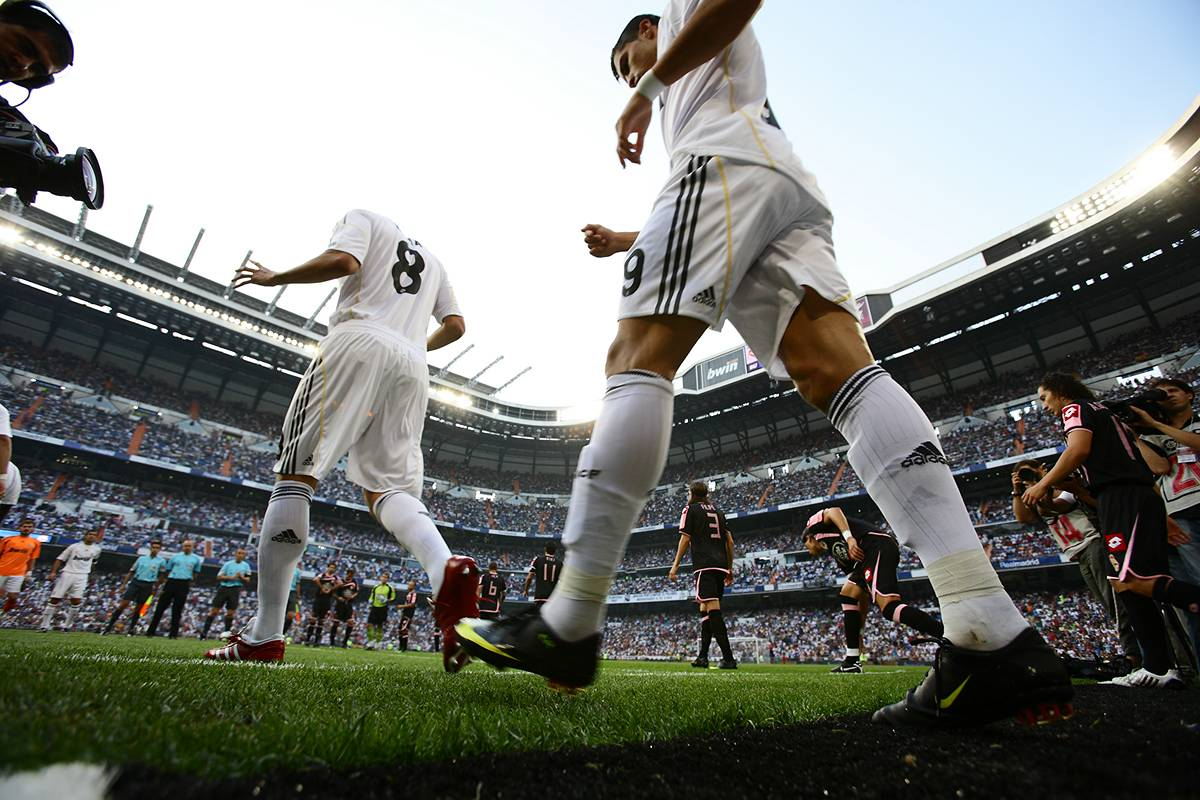
Nyförvärven Kaká (till vänster) och Cristiano Ronaldo (till höger) 2009.

Ramón Calderón avgick som klubbpresident mitt under säsongen 2008/09, och efter en ryktesrik valprocess kunde Florentino Pérez tillträda som nygammal klubbpresident den 1 juni 2009. Samma dag utsåg han chilenaren Manuel Pellegrini till ny tränare och spelaren Zinedine Zidane till sin rådgivare, samt argentinaren Jorge Valdano (som både spelat och tränat klubben tidigare) till ny klubbdirektör och sportchef. Ett par dagar innan tillträdandet sade Pérez på en presskonferens: "Vi vill skapa och arbetar emot ett spektakulärt projekt, och det är att göra Real Madrid till den bästa klubben i Europa igen. En klubb som Real Madrid måste ha några av världens bästa spelare."
Den 4 juni 2009 värvades den brasilianska landslagsstjärnan Kaká, och några dagar senare uppgav Manchester United att de hade accepterat ett rekordbud från Real Madrid på 80 miljoner pund (960 miljoner kronor – det högsta budet någonsin för en idrottare) för Cristiano Ronaldo (som 2008 utsågs till världens bästa fotbollsspelare av Fifa), varefter Ronaldo skrev på ett sexårskontrakt. Den 25 juni värvades Raúl Albiol för omkring 15 miljoner euro, och den 1 juli kom Reals tredje stora sommarvärvning i form av Karim Benzema i en övergång som var värd motsvarande mellan 375 och 440 miljoner kronor. Vidare kom Álvaro Arbeloa att skriva på ett femårskontrakt med klubben, och Xabi Alonso värvades. De spelare som samtidigt lämnade klubben för andra var Gabriel Heinze, Míchel Salgado, Klaas-Jan Huntelaar, Arjen Robben och Wesley Sneijder. Trots alla värvningar blev det ingen ny ligatitel, och för sjätte året i rad åkte klubben ut i åttondelsfinal i Champions League, varefter Pellegrini sparkades.

### 2010 och framåt

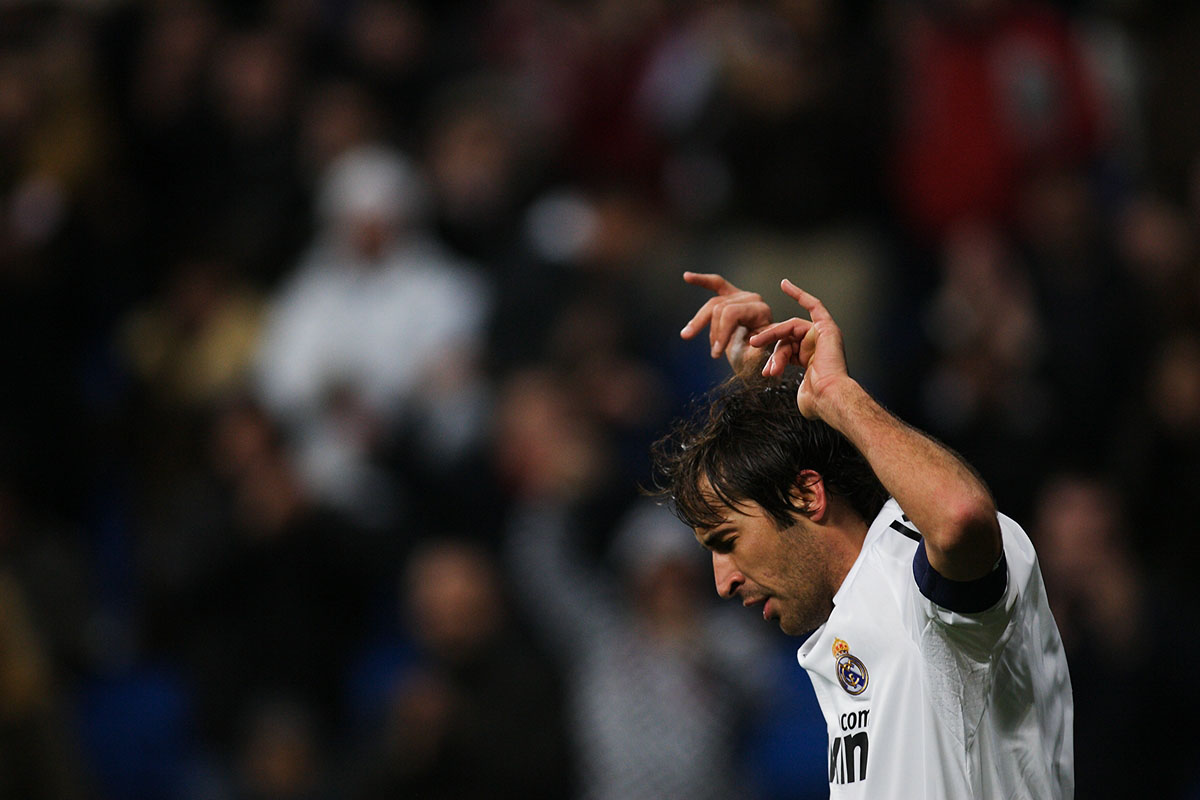
Efter 16 säsonger i Real Madrid lämnade stjärnan Raúl klubben.

2010 lyckades Florentino Pérez få José Mourinho som ny tränare för Real Madrid. Därefter värvades Ángel Di María, Pedro León, Sami Khedira, Ricardo Carvalho och Mesut Özil. Efter 24 år i klubben och 15 år i A-laget lämnade Guti Real Madrid, och några dagar senare lämnade Raúl klubben efter 16 säsonger (med 323 mål på 741 matcher). Klubbens enda titel denna säsong blev Spanska cupen för första gången sedan 1992/93, efter seger mot Barcelona med 1–0. Klubben nådde semifinal i Champions League, som bröt en negativ svit.
Försäsongsspelet inför 2011/12 bestod av två El Clásicon i finalen av Spanska supercupen som Barcelona slutligen vann, där en kapning av Real Madrids Marcelo på Barcelonas Cesc Fàbregas i slutminuterna av andra mötet orsakade ett stort bråk mellan klubbarnas spelare och tränare. Senare möttes de båda i kvartsfinalen av Copa del Rey, som också den vanns av Barcelona. La Liga-säsongens andra El Clásico skulle avgöra ligatiteln, som den 21 april 2012 vanns av Real Madrid med 2–1 på Camp Nou, och klubben vann därmed sin 32:a ligatitel. Man satte också nytt ligarekord genom att uppnå 100 poäng.
I början av säsongen 2012/13 fick Real Madrid revansch mot Barcelona i cupfinalen, som slutade totalt 4–4, men avgjordes av bortamålsregeln, och Real Madrid vann senare även Copa del Rey-semifinalen mot Barcelona, men titeln gick därefter till Atletico Madrid. För tredje året i rad åkte Real Madrid ut i semifinal av Champions League. Mourinho meddelade att han skulle lämna klubben efter säsongens slut. Till säsongen 2013/14 anställdes italienaren Carlo Ancelotti som tränare, varefter klubben bland andra värvade Gareth Bale för motsvarande en miljard kronor, vilket slog Cristiano Ronaldos tidigare transferrekord. Kaká, Mesut Özil, Raul Albiol, Gonzalo Higuain och Jose Callejon såldes till andra klubbar. Efter förlust i första El Clásico-mötet den 26 oktober höll Real Madrid en fyra månader lång svit om att inte förlora någon match. Klubben tog sig till Champions League-final i Lissabon och ställdes mot Atlético Madrid, som Real vann efter förlängning, vilket blev klubbens fjärde Champions League-titel (och dess tionde gång som Europamästare).

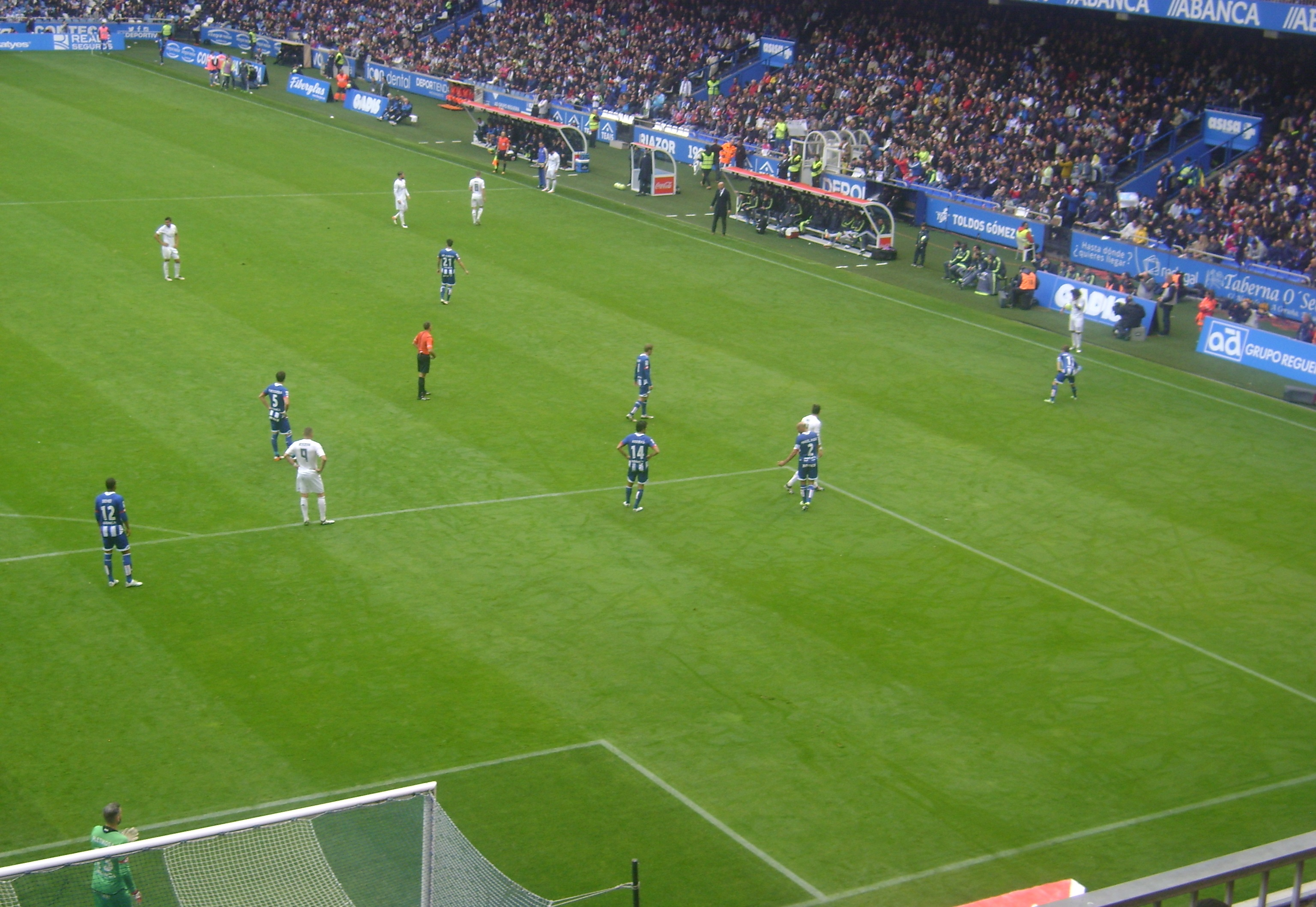
Deportivo de La Coruña vs. Real Madrid.

Under säsongen 2014/15 vann Real Madrid fyra av sex titlar, däribland Klubblags-VM, men varken La Liga eller Champions League, vilket följdes av att Florentino Pérez avskedade tränaren Ancelotti. Efter flera år lämnades klubben av sin meriterade landslagsmålvakt Iker Casillas. Klubben vann sedan Champions League 2016, 2017 och 2018. Ingen klubb hade sedan Europacupens tid vunnit ens två år i rad. La Liga tog man hem 2016/17 för första gången på fem år (33:e titeln). Real Madrid vann även Klubblags-VM 2016, 2017 samt 2018.
Säsongen 2021/22 vann Real Madrid åter både La Liga och Champions League (även denna gång mot engelska Liverpool FC). Detta upprepades säsongen 2023/24, då Real Madrid vann La Liga och den 1 juni 2024 vann med 2–0 mot Borussia Dortmund i CL-finalen. Detta innebar klubbens femte så kallade dubbel-vinst.

## Meriter
Real Madrid är den mest framgångsrika fotbollsklubben någonsin, framröstad till "århundradets bästa klubb" av Fifa. Tyngst väger Reals 15 titlar i Europacupen/Champions League, världens största turnering för klubblag. Italienska Milan är näst bäst med sju segrar. Totalt har Real Madrid varit i final 18 gånger, även det rekord. Real Madrid har vunnit La Liga hela 36 gånger (rekord) och spanska cupen 20 gånger. Dessutom har klubben vunnit Uefacupen två gånger. 1960 blev man för första gången klubbvärldsmästare och är bäst med sammanlagt sex titlar.

## Statistik och rekord

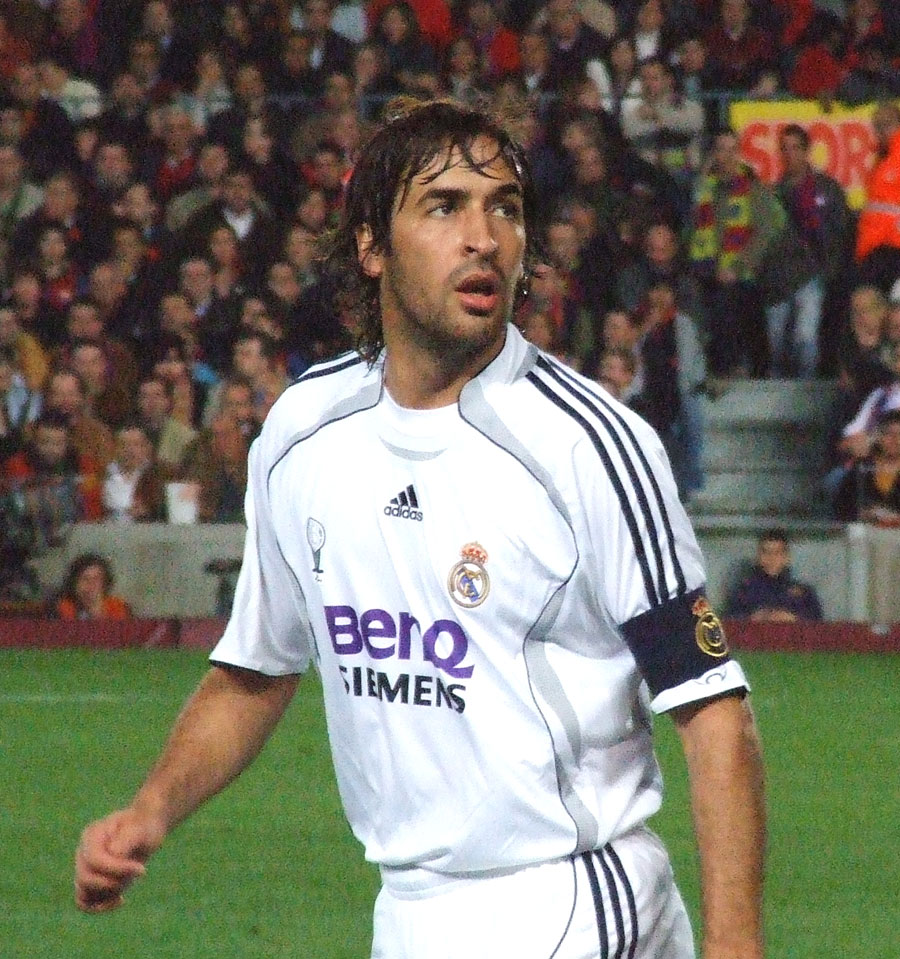
Raúl, som länge var lagkapten i Real Madrid, spelade 741 matcher för klubben.

Raúl är den spelare som spelat flest matcher för Real Madrid – 741 A-lagsmatcher mellan 1994 och 2010. Målvakten Iker Casillas kommer på andra plats med 725 spelade matcher. 
Cristiano Ronaldo är Real Madrids bästa målgörare genom tiderna med över 450 mål. Andra spelare som gjort över 200 mål för Real Madrid är Karim Benzema (354), Raúl (323), Alfredo Di Stéfano (308), Carlos Santillana (290), Ferenc Puskás (242) och Hugo Sánchez (208). Cristiano Ronaldo innehar rekordet för flest gjorda ligamål på en säsong (48 säsongen 2014/15). Di Stéfano var i flera årtionden den som gjort flest mål för klubben i Europacupen (49 mål på 58 matcher). Raúl slog detta rekord 2005, men numera är det Cristiano Ronaldo som är rekordinnehavare med 105 mål i Champions League (t.o.m. 2017/18). Det snabbast gjorda målet i klubbens historia (efter tolv sekunder) gjordes av chilenaren Iván Zamorano den 3 september 1994 i en ligamatch mot Sevilla.
Real Madrid har vunnit Champions League 15 gånger, vilket är rekord. Cristiano Ronaldo är alla tiders bästa målgörare i Champions League, med 120 mål i huvudturneringen (105 för Real Madrid). Mellan 1998 och 2024 deltog Real Madrid i 21 Europacuper i följd, vilket även det är rekord.

## Ekonomi
Under 1900-talet byggdes en stor skuld upp under klubbpresidenterna Ramón Mendoza och Lorenzo Sanz. 2000 var Real Madrid den mest skuldtyngda fotbollsklubben i världen med skulder på 270 miljoner euro (då drygt 2,5 miljarder kronor). 2001 sålde klubben emellertid sin träningsanläggning till Madrids kommun för motsvarande cirka fyra miljarder kronor, där värdet i praktiken blev sett som ett rent bidrag. Detta innebar att klubben direkt kunde betala av alla skulder, och hade en stor summa kvar till spelarköp. Efter det steg intäkterna snabbt och säsongen 2004/05 övertog klubben positionen från Manchester United som (mätt efter omsättning) den rikaste fotbollsklubben i världen, en position som klubben behållit sedan dess, och 2007 nådde omsättningen ny rekordnivå på 351 miljoner euro (cirka 3,7 miljarder kronor). Vidare omsatte Real Madrid omkring 480 miljoner euro (närmare 4,4 miljarder kronor) i intäkter säsongen 2010/11.
För att ytterligare stärka sin position som världens största och rikaste klubb meddelade klubbpresidenten Florentino Pérez våren 2012 att Real Madrid som första klubblaget i världen tänkt öppna en egen nöjespark – Real Madrid Resort Island, en kombination av nöjespark, resortanläggning och fotbollsmuseum i Förenade arabemiraten. Kostnaden för hela projektet beräknades till en miljard dollar, med största finansiell del av investerare från Mellanöstern. 2013 värderade affärstidningen Forbes Real Madrid till 3,3 miljarder dollar, högst av alla klubbar i världen med en omsättning på 650 miljoner dollar säsongen 2011/12.
Real Madrid har ett rykte om att nästan alltid lyckas värva de spelare som klubben absolut vill ha. Xavier Sala i Martín, som var ekonomiansvarig i rivalklubben Barcelona, frågade sig tidigt hur Real Madrid – med skulder på cirka sex miljarder kronor – kunde köpa spelare för dessa rekordbelopp. Enligt tidningen El Mundo tog Real Madrid två lån på sammanlagt 153 miljoner euro (motsvarande 1,6 miljarder kronor) för att ha råd med sina stjärnförvärv.

## Rivalitet med FC Barcelona
Matcherna som spelas mellan de båda lagen varje år kallas El Clásico och väcker stor uppståndelse såväl inom media som bland fans. Real Madrid har genom åren anklagats för att vara gynnade av den spanska regeringen eller det spanska fotbollsförbundet, anklagelser som klubben alltid har avvisat. Rivaliteten med Barcelona grundar sig på vad en del betraktar som politiska spänningar mellan kastilianer och katalaner – Real Madrid är huvudstadsklubben och symbolen för den spanska staten, medan Barcelona varit motsatsen med dess starka katalanska identitet. Under senare år har motsättningarna mellan de två storklubbarna tonats ned, både i klubbarnas ledning och mellan spelarna. Rivaliteten fansen emellan är emellertid fortfarande intensiv och bland dem anses det i princip vara förräderi att byta klubb till ärkerivalen. En av de spelare som tydligast fått erfara detta är Luís Figo, som, efter att ha gått till Real Madrid från Barcelona för motsvarande drygt 500 miljoner kronor 2000, möttes av konstanta burop och inkastade föremål när Real spelade mot Barcelona på Camp Nou. Kulmen kom i november 2002 när Barcelona-fans kastade in ett grishuvud mot honom.

## Spelare

### Spelartrupp
Spanska klubbar är begränsade till att ha tre spelare utan EU-medborgarskap. Följande lista innehåller endast spelarens huvudsakliga nationalitet; flera icke-europeiska spelare i laget har dubbelt medborgarskap i ett EU-land. Spelare från AVS-länderna – de länder i Afrika, Västindien och Stillahavsområdet som undertecknat Cotonouavtalet – räknas inte på samma sätt.
| 1  | Belgien | Thibaut Courtois | 11 maj 1992      | Chelsea (-18)       |
| 13 | Ukraina | Andrij Lunin     | 11 februari 1999 | Zorja Luhansk (-18) |

| 2  | Spanien   | Dani Carvajal          | 11 januari 1992  | Bayer Leverkusen (-13) |
| 3  | Brasilien | Éder Militão           | 18 januari 1998  | Porto (-19)            |
| 4  | Österrike | David Alaba            | 24 juni 1992     | Bayern München (-21)   |
| 12 | England   | Trent Alexander-Arnold | 7 oktober 1998   | Liverpool (-25)        |
| 17 | Spanien   | Raúl Asencio           | 13 februari 2003 | Real Madrid            |
| 18 | Spanien   | Álvaro Carreras        | 23 mars 2003     | Benfica (-25)          |
| 20 | Spanien   | Fran García            | 14 augusti 1999  | Rayo Vallecano (-23)   |
| 22 | Tyskland  | Antonio Rüdiger        | 3 mars 1993      | Chelsea (-22)          |
| 23 | Frankrike | Ferland Mendy          | 8 juni 1995      | Lyon (-19)             |
| 24 | Spanien   | Dean Huijsen           | 14 april 2005    | Bournemouth (-25)      |

| 5  | England   | Jude Bellingham     | 29 juni 2003     | Borussia Dortmund (-23) |
| 6  | Frankrike | Eduardo Camavinga   | 10 november 2002 | Rennais (-21)           |
| 8  | Uruguay   | Federico Valverde   | 22 juli 1998     | Peñarol (-16)           |
| 14 | Frankrike | Aurélien Tchouaméni | 27 januari 2000  | AS Monaco (-22)         |
| 15 | Turkiet   | Arda Güler          | 25 februari 2005 | Fenerbahçe (-23)        |
| 19 | Spanien   | Dani Ceballos       | 7 augusti 1996   | Real Betis (-17)        |

| 7  | Brasilien | Vinicius Júnior    | 12 juli 2000     | Flamengo (-18)            |
| 9  | Brasilien | Endrick            | 21 juli 2006     | Palmeiras (-24)           |
| 10 | Frankrike | Kylian Mbappé      | 20 december 1998 | Paris Saint-Germain (-24) |
| 11 | Brasilien | Rodrygo            | 9 januari 2001   | Santos (-19)              |
| 16 | Spanien   | Gonzalo García     | 24 mars 2004     | Real Madrid               |
| 21 | Marocko   | Brahim Díaz        | 3 augusti 1999   | Manchester City (-19)     |
| 30 | Argentina | Franco Mastantuono | 14 augusti 2007  | River Plate (-25)         |

### Berömda (landslagsklassificerade) spelare som spelat/spelar i klubben
Se även Kategori:Spelare i Real Madrid.
Argentina
- Esteban Cambiasso
- Ángel Di María
- Alfredo Di Stéfano
- Gabriel Heinze
- Gonzalo Higuain
- Fernando Redondo
- Oscar Ruggeri
- Walter Samuel
- Javier Saviola
- Santiago Hernán Solari
- Jorge Valdano

Brasilien
- Cicinho
- Flávio Conceição
- Evaristo
- Júlio Baptista
- Kaká
- Ricardo Rocha
- Roberto Carlos
- Robinho
- Ronaldo
- Sávio
- Marcelo
- Casemiro
- Danilo Luiz da Silva

Chile
- Ivan Zamorano

Colombia
- Freddy Rincón
- James Rodriguez

Costa Rica
- Keylor Navas

Danmark
- Michael Laudrup
- Thomas Gravesen

England
- David Beckham
- Laurie Cunningham
- Steve McManaman
- Michael Owen
- Jonathan Woodgate

Frankrike
- Nicolas Anelka
- Raymond Kopa
- Claude Makélélé
- Zinedine Zidane
- Karim Benzema
- Lassana Diarra
- Raphaël Varane

Italien
- Fabio Cannavaro
- Antonio Cassano
- Christian Panucci

Kamerun
- Geremi Njitap
- Samuel Eto'o

Kroatien
- Robert Jarni
- Robert Prosinečki
- Davor Šuker
- Luka Modric

Mexiko
- Hugo Sánchez
- Javier Hernández

Montenegro
- Predrag Mijatović

Nederländerna
- Arjen Robben
- Wesley Sneijder
- Clarence Seedorf
- Ruud van Nistelrooy
- Rafael van der Vaart
- Klaas-Jan Huntelaar

Polen
- Grzegorz Lato
- Jerzy Dudek

Portugal
- Fábio Coentrão
- Luis Figo
- Jorge Mari Márinez
- Cristiano Ronaldo
- Pepe
- Ricardo Carvalho

Rumänien
- Gheorghe Hagi

Slovakien
- Peter Dubovský

Spanien
- Rafael Alkorta
- Amancio Amaro
- Vicente del Bosque
- Emilio Butragueño
- José Antonio Camacho
- Iván Campo
- Santiago Cañizares
- Mariano García Remón
- Francisco Gento
- Fernando Hierro
- Juanito
- Juan Mata
- Aitor Karanka
- Luis Enrique
- Martín Vázquez
- Míchel
- Fernando Morientes
- Ivan Helguera
- Miguel Muñoz
- Miguel Pardeza
- Pirri
- Míchel Salgado
- Guti Hernández
- Josep Samitier
- Manuel Sanchís Hontiyuelo
- Manuel Sanchís Martínez
- Francisco Buyo Sánchez
- Santillana
- Ricardo Zamora
- Raúl
- Iker Casillas
- Sergio Ramos
- Xabi Alonso
- Raúl Albiol
- Álvaro Arbeloa
- Isco
- Dani Carvajal

Sverige
- Agne Simonsson

Togo
- Emmanuel Adebayor

Turkiet
- Nuri Sahin
- Hamit Altintop

Tyskland
- Paul Breitner
- Bodo Illgner
- Sami Khedira
- Günter Netzer
- Bernd Schuster
- Uli Stielike
- Mesut Özil
- Christoph Metzelder
- Toni Kroos

Ungern
- Ferenc Puskás

Uruguay
- José Santamaría

Wales
- Gareth Bale